# Identitätsprüfung (Materialprüfung)
Unter Identitätsprüfung versteht man in der Materialprüfung eine Untersuchung, ob zwei Proben aus der gleichen Grundgesamtheit stammen, also im Rahmen der statistischen Streuungen identisch sind oder nicht.

## Vorgehensweise
Zur Identitätsprüfung werden die beiden Proben mit Methoden untersucht, die in der Lage sind, typische Unterschiede zwischen Materialien dieses Typs zu erkennen. Dies können z. B. Methoden zur chemischen Element- und Phasenanalyse sein [siehe auch unter Identitätsprüfung (Chemie)], Methoden zur Untersuchung von mechanischen Eigenschaften, Gefügeeigenschaften, Verarbeitungseigenschaften und vieles andere mehr. 
Bei Werkstoffen mit polymeren Anteilen wird zur Identitätsprüfung z. B. häufig die Thermoanalyse und bzw. oder die Infrarotspektroskopie eingesetzt, wie bei polymermodifizierten Mörteln und bei Betonzusatzmitteln. Zur Identitätsprüfung sind auch mikroskopische Methoden wie die Rasterelektronenmikroskopie und die Polarisationsmikroskopie sehr gut geeignet. Neben chemischen Parametern lassen sich damit auch Gefügemerkmale bestimmen, sowie die Korngröße und die Kornform bei pulverförmigen Stoffen. 
Hilfreich für schwierige Identitätsprüfungen sind auch Spurenelementanalysen, da selbst bei Materialien gleichen Typs, z. B. zwei Portlandzementen, die sich in ihrem Gehalt an Hauptelementen und enthaltenen Feststoffphasen unter Umständen nicht signifikant unterscheiden, je nach Herkunft der verwendeten Rohstoffe große und charakteristische Unterschiede in den Spurenelementen auftreten können. In vielen verschiedenen Bereichen wird diese Methode eingesetzt, um die Herkunft von Rohstoffen und Produkten zu ermitteln. In vielen Fällen vergleicht man im Rahmen einer Identitätsprüfung auch eine Probe mit einer älteren Analyse aus der Grundprüfung des Produkts, um mögliche Veränderungen zu erkennen.

## Beweisbarkeit von Identität und Nichtidentität
Die sogenannte Alternativhypothese (beide zu untersuchenden Proben entstammen nicht der gleichen Grundgesamtheit) ist mit einer bestimmten Irrtumswahrscheinlichkeit beweisbar. Wenn signifikante Unterschiede zwischen den beiden Proben festgestellt werden können, die nicht anderweitig erklärt werden können, sind die beiden Proben eindeutig nicht identisch. Die sogenannte Nullhypothese (beide Proben entstammen der gleichen Grundgesamtheit) ist jedoch grundsätzlich nicht beweisbar. Ein Materialprüfer kann nur feststellen, dass mit Hilfe von zu benennenden Untersuchungsmethoden keine signifikanten Unterschiede zwischen den beiden Proben gefunden werden konnten. Dies ist jedoch kein Beweis für die Identität der beiden Proben, sondern nur ein Indiz.